# Fatehabad, Uttar Pradesh
Fatehābād är en ort i Indien.   Den ligger i distriktet Agra och delstaten Uttar Pradesh, i den centrala delen av landet, 210 km sydost om huvudstaden New Delhi. Fatehābād ligger 169 meter över havet och antalet invånare är 21 957.
Terrängen runt Fatehābād är mycket platt. Runt Fatehābād är det tätbefolkat, med 459 invånare per kvadratkilometer. Närmaste större samhälle är Firozabad, 16,7 km nordost om Fatehābād. Trakten runt Fatehābād består till största delen av jordbruksmark.